# جوني غيلروي
جوني غيلروي (بالإنجليزية: Johnny Gilroy)‏ هو لاعب كرة قدم أمريكي، ولد في 5 مارس 1896 في هودسون في الولايات المتحدة، وتوفي في 20 يوليو 1952. لعب مع Washington Senators (NFL) ‏.